# 马克·哈德森
馬克·亞歷山大·赫德臣（英語：Mark Alexander Hudson，1982年3月30日—）出生於英格蘭東南部薩里郡郡治吉爾福德，是一名職業足球員，司職中堅，出身富咸青訓系統，曾效力於哈德斯菲爾德。

## 生平

### 早年
赫德臣於孩童時期曾參加「費甘比男童足球會」（Farncombe boys football club）。他在富咸展開職業足球事業，但卻未能在一隊立足，只曾獲派在英格蘭聯賽盃上陣3場，他於2003年8月獲借用到由伊恩·杜維（Iain Dowie）領軍的奧咸，初時為期1個月，其後獲續借多1個月，期間上陣10場保持不敗，但因傷而提早結束借用；11月末赫德臣再次獲借用返回奧咸，於兩次借用期間合共上陣16場，但當杜維轉投水晶宮後，赫德臣亦於借用期滿返回富咸。

### 水晶宮
當杜維過檔水晶宮安頓妥當後，隨即於2004年1月14日再從富咸借用赫德臣，初步為期1個月，期間5戰5勝，獲得延長兩個月。水晶宮最後透過附加賽取得升班英超資格，杜維於新球季展開前正式羅致赫德臣，轉會費金額沒有透露。季初6仗赫德臣悉數擔任正選，更於次場首次主場亮相對愛華頓於開賽後9分鐘頂入為主隊先拔頭籌，但6場賽事僅於揭幕戰1-1賽和诺里奇城取得1分而位列榜末。杜維開始起用隊長（Tony Popovic）或由國際米蘭借用的（Gonzalo Sorondo）配搭（Fitz Hall）鎮守中路，但水晶宮於煞科日僅能作客2-2賽和南倫敦對頭查爾頓，以第18位成績降班返回英冠，讓位列榜末的西布朗得以逃出生天。而赫德臣除季初的6場聯賽外，僅獲派在聯賽上陣多1場，及在英格蘭聯賽盃上陣兩場。
水晶宮降班後從米禾爾羅致（Darren Ward）作為賀爾的搭擋，赫德臣繼續擔任板凳球員，整季在聯賽上陣15場僅有8場出任正選，另外在盃賽上陣多7場，而杜維亦於2006年夏季解約離隊，由（Peter Taylor）接手任教。在泰萊麾下赫德臣重新獲得正選席位，主要與莱昂·科特（Leon Cort）合作，整季在各項賽事合上陣42場及射入4球，僅有1場以後補身份上陣。泰萊於翌季季初因成績差劣而下台，尼爾·禾諾克（Neil Warnock）走馬上任，而赫德臣亦改與借將荷西·方迪（José Fonte）合作，整季上陣49場及射入兩球，在聯賽僅缺陣1場，他於季中獲委任為隊長，帶領球隊以第5位的成績結束球季參加升班附加賽，但於準決賽兩回合累計2-4負於布里斯托城。
於季後約滿的赫德臣早於季中已表示希望續約，水晶宮亦於2008年1月末提供新約條件，但時任領隊尼爾·禾諾克以需要集中精神爭取附加賽席位而叫停續約商討。到了4月赫德臣續約態度有變，史篤城及西布朗均對他有意，他拒絕續約並有傳會轉投由伊恩·杜維執教的昆士柏流浪。

### 查爾頓
赫德臣出人意表地於2008年5月24日免費轉投與水晶宮同屬英冠的南倫敦對頭查爾頓，簽約三年，並表示希望協助球隊爭取升班資格。由於在舊球隊有擔任隊長的經驗，加盟新球會後亦獲授予相同職務，他於8月9日聯賽揭幕戰主場對史雲斯，開賽後僅兩分鐘即接應琼乔·谢尔威開出的角球頂入，先拔頭籌兼取得加盟後首球，協助球隊以2-0旗開得勝。10月18日作客對卡迪夫城，赫德臣領獲第二面黃牌後，繼隊友何塞·塞梅多（José Semedo）後亦被驅逐離場，最終以9人應戰的查爾頓以0-2落敗而回。赫德臣整季為球隊在各項賽事合共上陣45場及射入3球，但查爾頓在2009年4月18日主場僅能2-2賽和黑池後，提前三輪確定降班英甲，是球隊自1981年後首次降班到第三級聯賽，赫德臣表示球隊季內人事更替導致表現脫節是降班的主要原因。

## 外部連結
- 足球数据库：馬克·赫德臣的球员统计数据
- 水晶官宮官網簡歷
- 卡迪夫城官網簡歷

| 體育角色             | 體育角色                  | 體育角色           |
| -------------------- | ------------------------- | ------------------ |
| 前任者： 馬特·賀蘭特 | 查爾頓隊長 2008–2009年    | 繼任者： 尼基·拜利 |
| 前任者： 达伦·普尔斯 | 卡迪夫城隊長 2009 –2014年 | 繼任者：           |